# CrazyGames
CrazyGames es una plataforma de juegos que se basa en Bélgica se especializa en juegos en línea que se pueden jugar en el navegador. La plataforma tiene alrededor de 7000 juegos disponibles en una variedad de géneros y categorías, que van desde juegos de acción hasta juegos de puzle y deportivos, así como juegos en solitario o multijugador.CrazyGames fue fundada por los hermanos Raf y Tomas Mertens en 2014 y tiene su sede en LovainaBélgica. Desde entonces, se ha convertido en una empresa con 15 empleados y ofrece juegos de más de 750 desarrolladores de juegos.
El sitio web se centra en juegos para niños, adolescentes y adultos. La plataforma tiene entre 17 y 34 millones de visitantes al mes, por lo que es una de las diez mayores plataformas de juegos de navegador gratis en todo el mundo. Si bien el foco principal está en el mercado de habla inglesa, la plataforma también ofrece bastantes versiones localizadas (23 en total). En 2018, CrazyGames.com fue el cuarto sitio web más bloqueado en las escuelas estadounidenses.
La plataforma permite a los desarrolladores de juegos publicar y monetizar juegos HTML5 que pueden o no utilizar la tecnología WebGL.

## Historia
Los hermanos Raf y Tomas Mertens fundaron CrazyGames en 2014 como proyecto hobby. En 2015, Tomas Mertens dejó la compañía para centrarse en otros proyectos. En 2017, la empresa se unió a la incubadora y la puso en marcha @KBC. El sitio web creció rápidamente y alcanzó los 5 millones de usuarios únicos. En octubre de 2018, se lanzó una plataforma de desarrollo prototipo. Con esto, la compañía quería construir una comunidad de desarrolladores y proporcionar a los desarrolladores de juegos una audiencia inicial para sus juegos. Con la plataforma, los desarrolladores pueden subir sus propios juegos en CrazyGames. En noviembre de 2018, CrazyGames fue nominada como una de las diez estrellas en ascenso por Deloitte Bélgica. La competencia Rising Star forma parte de la competencia Deloitte Technology Fast 50, una selección anual de las 50 empresas de tecnología de más rápido crecimiento e innovación.
En 2019, CrazyGames se ubicó en la posición 7 del ranking Fast 50 de Deloitte 2019 con una tasa de crecimiento del 1216,09%. Un año más tarde, en 2020, la compañía subió a la posición 4 con una tasa de crecimiento del 1,667,75%. También fueron nominados y clasificados en el Deloitte Fast 50 en 2021. CrazyGames es socio del estudio canadiense de desarrollo de videojuegos y editor de juegos Blue Wizard Digital, ya que Shell Shocker, el juego más popular de Blue Wizard, superó los 35 millones de partidas jugadas en los portales de CrazyGames en agosto de 2021. En 2022 CrazyGames comenzó a publicar en la App Store, con Capybara Clicker el juego más popular, mientras que CyberDino: T-Rex vs Robots y SpiderDoll: Web Shooter Swing obtuvo más de 100K descargas en la Google Play Store. En septiembre de 2022, Playable Factory, compañía de juegos turca y uno de los principales creadores mundiales de anuncios jugables, también anunció una asociación con CrazyGames. En febrero de 2023, CrazyGames patrocinó el Global Game Jam, 40K personas de más de 100 países participaron y desarrollaron más de 7600 juegos en una semana. A principios de 2023 CrazyGames incorporó a más empleados, alcanzando el número de 18 miembros. La calificación actual de la compañía es de 4.7 con más de 800 comentarios en Trustpilot.
En marzo de 2023, CrazyGames publicó un nuevo juego: Trivia Crack y lo puso a disposición, por primera vez, de los jugadores de navegadores instantáneos de todo el mundo. El juego tiene más de 600 millones de descargas en todo el mundo y más de 150 millones de usuarios activos al año, además de estar disponible en más de 180 países, ocupando el número 1 en juegos de trivia en 125 de ellos. En mayo de 2023, Kwalee se asoció con CrazyGames para traer títulos móviles a la web. Como resultado, 11 títulos de Kwalee están disponibles en la plataforma web CrazyGames. Al mismo tiempo, CrazyGames introdujo una guía de SDK adaptada para los desarrolladores de Cocos Creator. Este movimiento significa el compromiso de la plataforma para diversificar sus ofertas de juegos y proporciona a los desarrolladores de Cocos soporte adicional. Además, Words of Wonders fue lanzado en CrazyGames. En junio de 2023, se lanzó el juego de puzle Sandtrix, una variante única de Tetris donde los bloques están hechos de arena. En julio, CrazyGames elevó a Rafael Morgan a la posición de vicepresidente de Marketing y Asociaciones. En agosto, la plataforma fue nombrada la mayor colección de juegos flash por Wired. Además, CrazyGames se convirtió en el patrocinador de oro de Js13kGames. En septiembre, CrazyGames anunció una asociación con Xsolla, un distribuidor de videojuegos, para integrar las soluciones de monetización y pago de Xsolla.

## Patrocinios
CrazyGames es un activo partidario del ecosistema de desarrollo de juegos web, incluyendo patrocinios de JS13kgames, Global Game Jam, y charlas en Pocket Gamer Connects y Game Developers Conference.

## Acogida
CrazyGames ha recibido una acogida generalmente positiva.
Wired la elogió por tener "la mayor colección de juegos flash", reconociendo sus esfuerzos por preservar y continuar el legado de los juegos basados en flash en la era post-Flash.
Yahoo Lifestyle elogió su "prolífica sección de juegos de rompecabezas".
En TrustPilot, los usuarios la valoran con un 4,5 en más de 800 reseñas.